# Corrado Gini

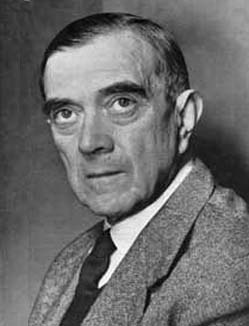
Corrado Gini um 1945

Corrado Gini (* 23. Mai 1884 in Motta di Livenza nahe Treviso; † 13. März 1965 in Rom) war italienischer Statistiker, Soziologe und Demograph. Er entwickelte unter anderem den nach ihm benannten Gini-Koeffizienten, mit dem er die Ungleichverteilung der Einkommen in einer Volkswirtschaft darstellte. 
Ab 1913 lehrte er an der Universität Padua und ab 1923 an der Universität Rom.
Gini war auch ein führender faschistischer Theoretiker und Ideologe, der 1927 als Leiter des Zentralen Instituts für Statistik in Rom Die Theorie des Faschismus schrieb. Im Jahr 1932 trat er aus Protest gegen die Einmischung des faschistischen Staates in seine Arbeit von seinem Amt zurück.
1949 reaktivierte er in Konkurrenz zur im gleichen Jahr gegründeten International Sociological Association (ISA) die alte Gelehrtengesellschaft Internationales Institut für Soziologie (IIS), die bis zum Zweiten Weltkrieg die einzige und allgemein anerkannte internationale Soziologenorganisation gewesen, wegen der Kollaboration ihres letzten Leiters, René Maunier, mit dem Nationalsozialismus aber stillgelegt worden war. Gini wurde erster Nachkriegspräsident des IIS.